# Christine Lagarde
Christine Madeleine Odette Lallouette, coniugata Lagarde (Parigi, 1º gennaio 1956), è una politica, avvocata e banchiera francese, presidente della Banca Centrale Europea dal 1º novembre 2019.
Dal 2007 al 2011 è stata ministro dell'Economia, dell'Industria e dell'Impiego del suo Paese. Nel 2011 è stata nominata direttore del Fondo monetario internazionale, dopo le dimissioni del connazionale Dominique Strauss-Kahn, e riconfermata per altri cinque anni nel 2016.
Il 2 luglio 2019 è stata designata dal Consiglio europeo per succedere a Mario Draghi alla Presidenza della Banca centrale europea (BCE), carica che ha assunto quattro mesi dopo. È la prima donna alla guida della BCE.

## Biografia
Nata a Parigi, Christine Lallouette, che ha assunto il cognome Lagarde dopo il matrimonio, ha frequentato la scuola secondaria prima a Le Havre e poi a Bethesda, laureandosi successivamente in legge presso l'Università di Paris-Nanterre. Dopo la laurea ha lavorato come stagista per il deputato statunitense William Cohen, futuro Segretario alla Difesa della Presidenza Clinton. Nel 1981 è stata assunta presso lo studio legale Baker McKenzie, entrando nel 1995 a far parte del comitato esecutivo, e diventando nel 1999 presidente del consiglio di amministrazione, prima donna ad accedere a questa posizione. Nei primi anni 2000 è andata a vivere in Belgio, dove ha fondato l'European Law Centre, una divisione di Baker & McKenzie che si occupa delle leggi all'interno dell'Unione Europea.
L'impegno istituzionale di Lagarde in Francia è iniziato nel 2005, quando venne nominata Ministro delegato al Commercio Estero nel governo de Villepin. In seguito fu Ministro dell'Agricoltura e della Pesca nel governo Fillon I e infine Ministro dell'Economia, dell'Industria e dell'Impiego nel governo Fillon II. Al governo ha attuato riforme economiche di stampo liberale, come la liberalizzazione del mercato del lavoro, la riduzione della tassa di successione e un piano di austerità per i servizi pubblici. Christine Lagarde, diplomata all'Istituto di studi politici di Aix-en-Provence, a partire dal 2010 presiede il consiglio d'amministrazione dell'Istituto.
Nel 2013 la stampa ha rivelato una lettera sequestrata dagli inquirenti durante una perquisizione nell'abitazione parigina di Lagarde, in cui essa sembrava sottomettersi agli interessi di Bernard Tapie: "Usatemi finché vi conviene, la vostra azione e il vostro casting (...) Se mi usate, ho bisogno di voi come guida e come sostegno: senza guida, rischio di essere inefficace, senza sostegno rischio di avere poca credibilità". Con la mia immensa ammirazione. Christine L."
Proprio per questo arbitrato Christine Lagarde è stata condannata dalla Cour de Justice de la République, il tribunale dei ministri francese, per "negligenza" quando copriva le funzioni di Ministro dell'Economia nel governo Sarkozy. La difesa proposta di aver "sempre agito nell'interesse generale" non ha convinto i giudici.
È da sottolineare che l'ex ministra è stata dispensata dalla pena che poteva arrivare ad un anno di carcere e 15mila euro di multa e poteva modificare la sua fedina penale.
Viene descritta come una networker. Assidua frequentatrice del forum di Davos, è vicina a Ivanka Trump, Alan Greenspan, al miliardario Lakshmi Mittal e al fondatore del fondo di investimento Carlyle David Rubenstein.

### Alla guida del Fondo Monetario Internazionale
Il 28 giugno 2011 il comitato esecutivo del Fondo Monetario Internazionale l'ha scelta quale nuovo direttore generale dell'ente, colmando il vuoto creatosi in seguito alle dimissioni del suo connazionale Dominique Strauss-Kahn. Lagarde in tal modo è divenuta la prima donna a ricoprire il prestigioso incarico.
Il 4 agosto un tribunale francese ha avviato un'inchiesta contro di lei per abuso d'ufficio; contrariamente al suo predecessore Strauss-Kahn, indagato negli Stati Uniti per violenza sessuale e per questo dimessosi, Lagarde non ha abbandonato l'incarico a capo dell'FMI come conseguenza dell'inchiesta.
Il 17 giugno 2013 il quotidiano Le Monde riporta che, a seguito di una perquisizione nell'abitazione privata di Lagarde, volta a definire il ruolo della donna all'epoca del suo mandato di ministro dell'economia (arbitrato nell'affaire Tapie-Crédit Lyonnais), gli inquirenti hanno rinvenuto gli imbarazzanti appunti di una lettera indirizzata dal direttore del FMI all'ex presidente francese Nicolas Sarkozy. Il breve manoscritto, che non è datato e di cui si ignora se sia mai stato realmente inviato a Sarkozy, risale probabilmente al tempo in cui Lagarde era ministro dell'economia.

### Presidente della Banca centrale europea
Il 2 luglio 2019, Lagarde è stata designata dal Consiglio europeo per succedere a Mario Draghi come presidente della Banca centrale europea (BCE) a partire dal 1º novembre 2019. Il 17 settembre 2019, il Parlamento europeo ha votato a scrutinio segreto confermando la sua nomina con 394 voti a favore, 206 contrari e 49 astensioni.
Sostiene una politica liberale, in particolare rifiutando la ristrutturazione del debito greco e allentando le norme sulla speculazione.
In seguito al passaggio di consegne con il suo predecessore, assume ufficialmente l'incarico il 1º novembre 2019, diventando il quarto presidente della BCE, nonché la prima donna a ricoprire tale ruolo.

## Vita privata
Divorziata da Wilfried Lagarde, del quale mantiene il cognome, ha avuto con lui due figli: Pierre-Henri Lagarde (nato nel 1986, imprenditore nel restauro) e Thomas Lagarde (nato nel 1988, architetto). Dal 2006 il suo compagno è Xavier Giocanti, uomo d'affari di Marsiglia.

## Riconoscimenti
Lagarde è stata inclusa più volte nella lista "Le 100 donne più potenti del mondo secondo Forbes": nel 2004 era al settantaseiesimo posto, nel 2005 all'ottantottesimo, nel 2006 al trentesimo, nel 2007 al dodicesimo, nel 2008 al quattordicesimo, nel 2009 al diciassettesimo, e nel 2010 al quarantatreesimo. Nel 2009 inoltre il Financial Times l'ha eletta "miglior ministro delle finanze dell'eurozona". Nell'aprile 2016 compare nella lista per la categoria “Leaders” tra le 100 persone più influenti del 2016 secondo Time.
Nel febbraio 2022 ha ricevuto da Emmanuel Macron le insegne di Commendatore dell'Ordre national du mérite.
Nel dicembre 2022, secondo Forbes, è la seconda donna più potente al mondo dietro solo ad Ursula von der Leyen. Entrambe le posizioni vengono riconfermate nel 2023.